# Jáchymov
Jáchymov (niem. Sankt Joachimsthal) – miasto w północno-zachodnich Czechach, w kraju karlowarskim, w Rudawach, u podnóży Klínovca. Zamieszkane przez ok. 4 tys. (1990) osób. Niemiecka nazwa Joachimsthal oznacza dosłownie Dolina Joachima.
Region turystyczno-wypoczynkowy. Ośrodek sportów zimowych (narciarstwo) i uzdrowisko (źródła radioaktywne). 
Miasto górnicze znane od XVI wieku, kiedy odkryto tu bogate złoża srebra. W r. 1516 założone na miejscu dawnej osady Konradsgrün. W 1520 otrzymało prawa miejskie – liczyło wtedy prawie 5 tys. mieszkańców. Moneta bita w Jáchymovie od 1518 nazywana była Joachimsthaler Gulden (stąd nazwa talar, potem dolar). I połowa XVI w. była okresem gwałtownego rozwoju górnictwa w rejonie miasta. Miejscowy urząd górniczy wydawał w tym czasie rocznie 600-800 pozwoleń na prowadzenie robót górniczych. W 1527 r. czysty zysk z działalności górniczo-hutniczej wyniósł 208 533 talary. Ze srebra wytopionego w 13 miejscowych hutach w jáchymovskiej mennicy wyprodukowano około 2,2 miliona talarów i 4 miliony sztuk mniejszych monet.
Po Georgu Sturtzu w latach 1527-1531 lekarzem i aptekarzem w Jáchymovie był wybitny uczony i humanista Georgius Agricola. Nabytą tu wiedzę z zakresu górnictwa i hutnictwa metali zawarł w wydanym już pośmiertnie dziele pt. De Re Metallica.
Ponowny rozkwit miasta w XX wieku związany jest z odkryciem rud uranu. Z Jáchymova pochodziła badana przez Marię Skłodowską-Curie ruda uranowa, w której polska noblistka stwierdziła istnienie pierwiastka rad.